# Histoires de guerre
Douze Histoires de guerre dessinée par Hugo Pratt, pour les éditions britanniques Fleetway, de 1959 à 1963.

## Période anglaise
En 1959, Hugo Pratt travaille en Argentine depuis 14 ans. À la suite de la proposition d’un ami, il commence à dessiner – d’après des scénarios écrits par divers auteurs – pour les publications anglaises Fleetway ; des fascicules de bande dessinée, en noir et blanc de petit format (17.5x13) : Battle Picture Library, Thriller Picture Library, War Picture Library et War at Sea Picture Library.
Ces « illustrés », comme on les appelait dans les années 1950, étaient vendus en kiosques à prix modique.
Pratt séjournera à Londres dès l’été 1959, voyagera en Irlande puis retournera en Argentine dans le courant de l’année 1960. 
Quelques années plus tard, Hugo Pratt remaniera quelques-unes de ses histoires. « Tous ces dessins que j’avais faits avaient été recouverts de textes inutiles […] En enlevant tout ça, je récupère mes dessins, et j’écris des dialogues plus modernes. »
Hugo Pratt envisageait de les éditer par le truchement du major Koinsky – personnage récurrent des Scorpions du désert – en lui prêtant des mémoires de guerre puisées dans les récits ainsi récrits et remaniés. 
Seuls 3 épisodes ont été édités en France « après révision », en 1993, dans l’album Koinsky raconte… deux ou trois choses que je sais d’eux. 
Deux autres l’avaient été quelques années auparavant par les éditions Glénat et Dargaud.
Ils ont été entièrement réédités dans leur forme originale en 2009.

## Premières publications anglaises

### Douze histoires en noir et blanc
- Petits formats Fleetway Publications

1. The Iron Fist, V.A.L. Holding, dans War Picture Library no 25, septembre 1959.
2. Battler Britton - The Wagons of Gold, dans Thriller Picture Library no 297, décembre 1959.
3. Pathfinder, E. Evans et Alf Wallace, dans War Picture Library no 40, mars 1960.
4. The Crimson Sea, Fred Baker, dans War Picture Library no 50, mai 1960.
5. Up the Marines !, Donne Avenell, dans War Picture Library no 58, juillet 1960.
6. Strongpoint, W. Howard Baker, dans War Picture Library no 62, août 1960.
7. The Bayonet Jungle, Gordon Sowman, dans War Picture Library no 91, mars 1961.
8. Dark Judgment, Donne Avenell, dans War Picture Library no 92, avril 1961.
9. Battler Britton - The Rockets of Revenge, dans  Battler Britton, book 2, Fleetway Publications (recueil no 2)[2], mai 1961.
10. The Big Arena, A. Carney Allan, dans War Picture Library no 133, février 1962.
11. Night of the Devil, Tom Tully, dans Battle Picture Library no 62, juin 1962.
12. Battle Stations, Donne Avenell, dans War at Sea Library no 34, juin 1963.

## Premières publications en version française

### Onze histoires en noir et blanc
- Petits formats des éditions Impéria

1. Le Goliath (The Iron Fist), dans Attack no 23 du 1er juillet 1961.
2. Battler Britton et les camions d’or (The Wagons of Gold), dans Battler Britton no 30, 5 novembre 1960.
3. L’éclaireur (Pathfinder), dans Panache no 9 du 1er mars et 10 du 15 mars 1962.
4. Mer de feu (The Crimson Sea), dans Panache no 16 du 15 juin et no 17 du 1er juillet 1962.
5. En avant les Marines ! (Up the Marines !), dans Panache no 26 du 15 novembre et 27 du 1er décembre 1962.
6. Point d’appui (Strongpoint), dans Panache no 30 du 15 janvier et no 31 du 1er février 1963.
7. Le Porte-guigne (The Bayonet Jungle), dans Panache no 54 du 1er janvier 1964.
8. Soupçons (Dark Judgment), dans Navy no 71 du 10 mars 1966.
9. La 2e aventure de Battler Britton, (The Rockets of Revenge), est restée inédite jusqu’en août 2009 (voir Intégrale).
10. La Grande Arène (The Big Arena), dans Panache no 86 du 15 mai 1964.
11. Nuit diabolique (Night of the Devil), dans Rangers no 30 du 5 octobre 1966.
12. Les rescapés (Battle Stations), sous le titre, dans Navy no 34 du 25 août 1964.

## Albums édités en France

### Reliés couleurs
- Pratt 50, éd. Glénat, 1981.
  - Récriture de L’éclaireur (Pathfinder), sous le titre de Bush Pilot, pages 45 à 63.

- Récits de guerre - Du sable, rien que du sable, éd. Dargaud, coll. « Aventures » no 18, 1983. 
  - Récriture de 2 récits : La Grande Arène (The Big Arena), pages 7 à 28 et Le Goliath (The Iron Fist), pages 29 à 48, réunis sous le titre, Du sable, rien que du sable.

- Koinsky raconte… deux ou trois choses que je sais d’eux, éd. Casterman, 1993. 
  - 2e récriture de La Grande Arène (The Big Arena), sous le titre, Ce sable est aussi le nôtre.
  - Récriture de Mer de feu (The Crimson Sea), sous le titre, 41° de latitude nord, 50° de longitude ouest.
  - Récriture de Point d’appui (Strongpoint), sous le titre, Le Porte-bonheur.
  - Cet album contient également deux autres BD éditées initialement en Italie :
    - Baldwin 622, issu de l’album Quel fantastico treno, commandé pour les chemins de fer italiens[3].
    - Un pâle soleil printanier (Un cuore garibaldino), issu de l’album éponyme commandé pour le comité chargé de la célébration du centenaire du Parti socialiste italien.

### Intégrale, brochée noir et blanc
- WWII[4] – Histoires de Guerre (format 18.9x26x4), éd. Casterman, paru le 18 août 2009  (ISBN 978-2-203-02424-3)
  - Mises dans l’ordre chronologique de leur parution, les 12 histoires – traduites d’après les textes originaux – sont reproduites dans le format et la mise en page des premières publications anglaises.

1. Le Goliath (The Iron Fist)
2. Battler Britton et les camions d’or (The Wagons of Gold)
3. L’éclaireur (Pathfinder)
4. Mer de feu (The Crimson Sea)
5. En avant les Marines ! (Up the Marines !)
6. Point d’appui (Strongpoint)
7. Le Porte-guigne (The Bayonet Jungle)
8. Soupçons (Dark Judgment)
9. Battler Britton et les fusées de la vengeance (The Rockets of Revenge)
10. La Grande Arène (The Big Arena)
11. Nuit diabolique (Night of the Devil)
12. Poste de combat (Battle Stations)

## Source
- Hugo Pratt – Entretiens avec Dominique Petitfaux, De l’autre côté de Corto, éd. Casterman, 1996.